# Zabrze
Zabrze pron. 'zabʒε (in slesiano Zobrze, in tedesco Hindenburg in Oberschlesien) è una città di 188 717 abitanti della Polonia meridionale, nel voivodato della Slesia. È inclusa nel GOP (Górnośląski Okręg Przemysłowy), vasta area industriale che fa capo alla città di Katowice oltre che nella conurbazione dell'area urbana di Katowice.

## Storia
Zabrze è stata la sede di uno dei 45 sottocampi del campo di concentramento di Auschwitz. Importante polo manifatturiero, fino al 1945 si trovava in Germania e si chiamava Hindenburg in Oberschlesien. Vi si trovano miniere di carbone, ferro e centri di lavorazione del vetro.

## Monumenti e luoghi d'interesse
Nella città vi sono alcuni luoghi d'interesse e musei legati all'attività mineraria. In particolare, il Museo delle miniere di carbone a Zabrze (Muzeum Górnictwa Węglowego w Zabrzu) comprende 4 siti visitabili: Kopalnia Guido, Sztolnia Królowa Luiza, Sztolnia Królowa Luiza – Kopalnia, Sztolnia Królowa Luiza – Port; per quest'ultimo è possibile navigare lungo il canale artificiale sotterraneo costruito per il trasporto del carbone dalle miniere alle reti commerciali di vendita della regione. 
Tra le architetture storiche ci sono molti insediamenti industriali, oltre a varie chiese, case, edifici pubblici, ecc. Numerosi sono anche i monumenti che fanno riferimento alla storia della città, in particolare alle Rivolte nella Slesia e alla seconda guerra mondiale.
C'è anche un giardino botanico e diversi parchi.

## Sport

### Calcio
La squadra principale della città è il Górnik Zabrze.

## Amministrazione

### Gemellaggi
Zabrze è gemellata con le seguenti città.
- Sangerhausen
- Seclin
- Lund
- Sønderborg
- Trnava
- Opava
- Kaliningrad
- Rivne
- Rovereto